# Amazfit
Amazfit ist eine Marke für Wearables, die von Zepp Health (vormals Huami Technology) entwickelt und vermarktet wird. Die Produktpalette von Amazfit umfasst Activity Tracker, Smartwatches und Sportuhren. 2022 hatte Amazfit einen weltweiten Marktanteil an Smartwatches von 5,1 % und ist damit auf dem 5. Platz.
Das Unternehmen hat auch mehrere Preise und Auszeichnungen erhalten, darunter den deutschen Red Dot Design Award und den iF Design Award.

## Geschichte
Die Marke Amazfit wurde im September 2015 etabliert.
Im Jahr 2016 wurde die erste Smartwatch von Amazfit vorgestellt. Im April 2017 wurde das Amazfit Health Band auf den Markt gebracht.
Ein selbst entwickelter Chipsatz namens „Huangshan-1“ wurde auf dem Mobile World Congress vorgestellt und 2019 in Amazfit-Geräten eingesetzt.
Im April 2020 ging die Muttergesellschaft eine Partnerschaft mit einem von Zhong Nanshan geleiteten Labor ein, um tragbare Geräte zur Überwachung von Atemwegserkrankungen einzusetzen.